# Belinda Cordwell
Belinda Cordwell   (Wellington, 21 de setembre de 1965) és una extenista i comentarista esportiva neozelandesa.

## Biografia
Durant la seva carrera, Cordwell va guanyar un títol individual de la WTA (a Singapur) i dos títols de dobles (a Singapur i Tòquio), Cordwell va assolir la seva classificació individual més alta al WTA Tour el 4 de desembre de 1989 que li van permetre arribar al 17è i 35è llocs del rànquing mundial respectivament. El seu resultat més notable va ser arribar a les semifinals de l'Open d'Austràlia el 1989, on va perdre davant Helena Suková. Va representar Nova Zelanda als Jocs Olímpics d'estiu de 1988, perdent a la primera ronda davant la britànica Sara Gomer. Després de la seva retirada com a tenista va començar a treballar com a comentarista esportiva de televisió pels canals One Sport i Sky Sport.

## Palmarès

### Individual: 2 (1−1)
| Resultat   | Núm. | Data               | Torneig                | Superfície | Oponent        | Marcador |
| ---------- | ---- | ------------------ | ---------------------- | ---------- | -------------- | -------- |
| Finalista  | 1.   | 5 de gener de 1989 | Auckland, Nova Zelanda | Dura       | Patty Fendick  | 2−6, 0−6 |
| Guanyadora | 1.   | 16 d'abril de 1989 | Singapur, Singapur     | Dura       | Akiko Kijimuta | 6−1, 6−0 |

### Dobles: 5 (2−3)
| Llegenda                     |
| ---------------------------- |
| Grand Slam (0−0)             |
| WTA Tour Championships (0−0) |
| Tier I (0−0)                 |
| Tier II (0−0)                |
| Tier III (0−1)               |
| Tier IV (0−0)                |
| Tier V (1−2)                 |
| Virginia Slims (1−0)         |

| Títols per superfície |
| --------------------- |
| Dura (2−1)            |
| Gespa (0−1)           |
| Terra batuda (0−0)    |
| Moqueta (0−1)         |

| Resultat   | Núm. | Data                 | Torneig                  | Superfície  | Parella            | Oponents                        | Marcador         |
| ---------- | ---- | -------------------- | ------------------------ | ----------- | ------------------ | ------------------------------- | ---------------- |
| Guanyadora | 1.   | 14 d'octubre de 1985 | Tòquio, Japó             | Dura        | Julie Richardson   | Laura Gildemeister Beth Herr    | 6−4, 6−4         |
| Finalista  | 1.   | 1 de febrer de 1988  | Wellington, Nova Zelanda | Dura        | Julie Richardson   | Patty Fendick Jill Hetherington | 3−6, 3−6         |
| Finalista  | 2.   | 18 d'abril de 1988   | Taipei, Taiwan           | Moqueta (i) | Julie Richardson   | Patty Fendick Ann Henricksson   | 2−6, 6−2, 2−6    |
| Finalista  | 3.   | 13 de juny de 1988   | Eastbourne, Regne Unit   | Gespa       | Dinky Van Rensburg | Eva Pfaff Elizabeth Smylie      | 4−6, 6−7         |
| Guanyadora | 2.   | 16 d'abril de 1989   | Singapur, Singapur       | Dura        | Elizabeth Smylie   | Ann Henricksson Beth Herr       | 6−7(6), 6−2, 6−1 |

## Trajectòria

### Individual
| Open d'Austràlia | A   | 1R | A   | 2R  | 4R | SF | A  | 1R  | 0 / 5 | 9 − 5 |
| Roland Garros | A   | A  | 1R  | A   | A  | A  | A  | A   | 0 / 1 | 0 − 1 |
| Wimbledon | A   | A  | 1R  | 3R  | 3R | A  | 1R | A   | 0 / 4 | 4 − 4 |
| US Open | A   | 3R | A   | A   | 1R | A  | 2R | A   | 0 / 3 | 3 − 3 |
| Rànquing a final d'any | 211 | 70 | 217 | 125 | 61 | 17 | 95 | 218 |       |       |
| Llegenda: G: Guanyadora; F: Finalista; SF: Semifinalista; QF: Quarts de final; Q: Qualificació; A: Absent; RR: Round Robin |     |    |     |     |    |    |    |     |       |       |

### Dobles femenins
| Open d'Austràlia | A  | 1R | A   | 2R | 2R | 3R | A  | 2R  | 0 / 5 | 5 − 5 |
| Roland Garros | A  | A  | 1R  | A  | A  | A  | A  | A   | 0 / 1 | 0 − 1 |
| Wimbledon | A  | 1R | 2R  | 3R | 1R | A  | 1R | 1R  | 0 / 6 | 3 − 6 |
| US Open | 1R | A  | 1R  | 2R | 2R | A  | 2R | 1R  | 0 / 5 | 3 − 5 |
| Rànquing a final d'any |    |    | 114 | 72 | 57 | 51 | 66 | 159 |       |       |
| Llegenda: G: Guanyadora; F: Finalista; SF: Semifinalista; QF: Quarts de final; Q: Qualificació; A: Absent; RR: Round Robin |    |    |     |    |    |    |    |     |       |       |

### Dobles mixts
| Open d'Austràlia | A  | 2R | 1R | 1R | A | 1R | 0 / 4 | 1 − 4 |
| Roland Garros | A  | A  | A  | A  | A | A  | 0 / 0 | 0 − 0 |
| Wimbledon | 1R | 3R | A  | A  | A | 2R | 0 / 3 | 3 − 3 |
| US Open | A  | A  | A  | A  | A | A  | 0 / 0 | 0 − 0 |
| Llegenda: G: Guanyadora; F: Finalista; SF: Semifinalista; QF: Quarts de final; Q: Qualificació; A: Absent; RR: Round Robin |    |    |    |    |   |    |       |       |

Fonts: